# Пиала
Пиа́ла́ (от перс. پیاله‎ [пийале]) — небольшая посуда, расширяющаяся кверху чашка без ручек, полусферической или усечённо-конической формы, используемый во многих культурах для сервировки пищи или напитков или для хранения продуктов. Известна со второй половины I тысячелетия до нашей эры. Ранние пиалы сделаны из обычной гончарной глины.

## Форма
Округлая форма без ручек позволяет складывать такую посуду особенно компактно, одну в другую, что немаловажно в кочевых условиях. У некоторых кочевых народов использовались специальные футляры для укладки особо ценных пиал, например, китайских фарфоровых, которые было нельзя сложить упомянутым способом ввиду хрупкости; такие футляры назывались «чина-кап».

## Современное изготовление
Современные пиалы изготовляются преимущественно фабричным способом из фаянса, фарфора, керамики, металлов, дерева, пластика и других материалов. Они могут иметь простую или сложную форму, с рисунком или без него.

## Распространение
Данная посуда особенно широко применяется в Азии. Широкое распространение пиалы (по-японски «тяван») получили в Японии, где их используют в чайных церемониях и для подачи риса. Киргизское название пиалы «чыны» происходит от персидского слова «chinni» то есть «китайское», так как пиалы привозили из Китая (аналогия из английского языка: «china» — «фарфор»).
Также пиала до сих пор используется в национальной культуре Узбекистана, Татарстана, Таджикистана, Башкортостана, Монголии и Казахстана.